# 터커 데이비드슨
조지프 터커 데이비드슨(Joseph Tucker Davidson, 1996년 3월 25일 ~ )은 미국의 야구 선수이자, 전 KBO 리그 롯데 자이언츠의 투수이다.